# Lymphocyte T auxiliaire

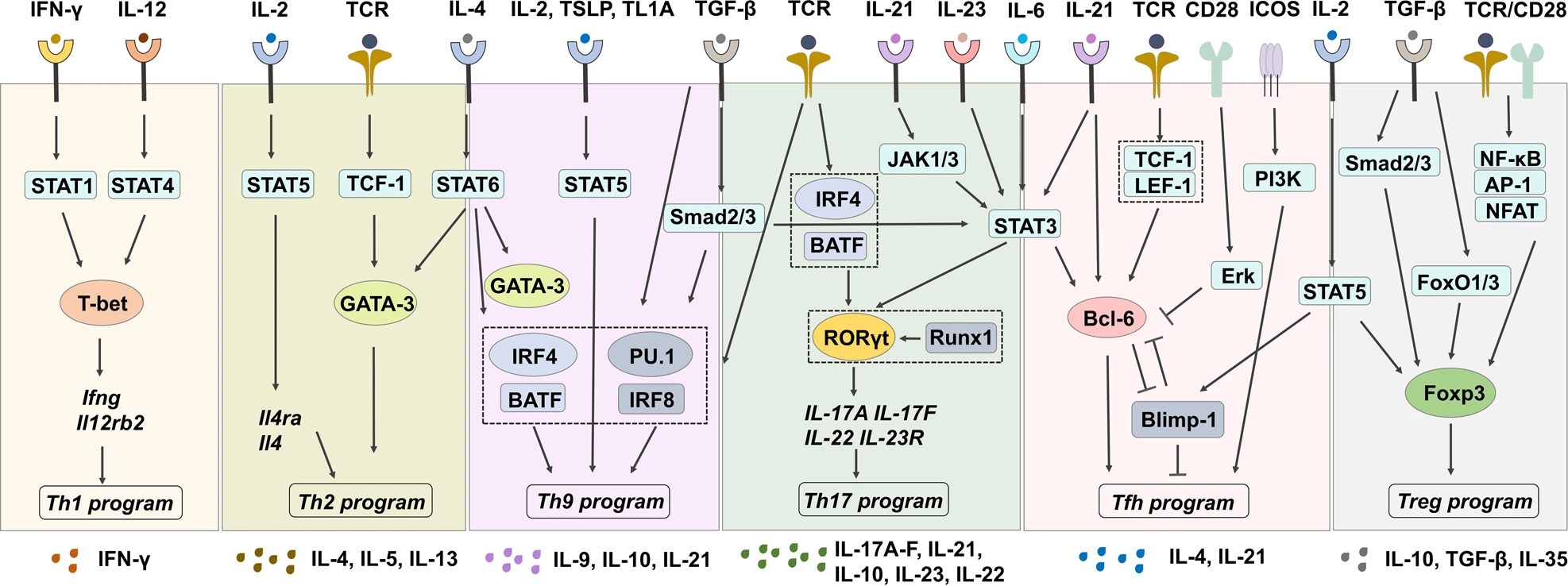
Rôle des cytokines dans la différenciation des lymphocytes T CD4+. Après la stimulation de leur récepteur et selon l'exposition cytokinique, le CD4+ naïf se différencie en différents sous ensemble : Th1 par l'interféron et l'interleukine 12, Th2 par l'interleukine 2 et l'interleukine 4

Les lymphocytes T auxiliaires ou  T helper  CD4+ constituent un groupe hétérogène de lymphocyte T jouant un rôle central dans presque tous les aspects de la réponse immunitaire. Les lymphocytes T CD4+ peuvent être activés, par l'ensemble  antigène - complexe majeur d'histocompatibilité de classe II présentée par une cellule présentatrice d'antigène, des protéines costimulatrices  et la signalisation des cytokines,, et se différencier en plusieurs sous-ensembles avec une expression distincte de molécules de surface, de cytokines et de facteur de transcription clés,, tels que le lymphocyte Th1, lymphocyte Th2, lymphocyte Treg, lymphocyte T auxiliaires folliculaires , lymphocyte Th17, lymphocyte Th9, lymphocyte Th22 et lymphocytes T cytotoxiques CD4+. Ils activent une quantité d'autres types de cellules qui agiront de manière plus directe sur la réponse, d'où leur autre nom de « lymphocytes T auxiliaires ».
La surface de la plupart des cellules T auxiliaires possède la protéine CD4, laquelle est attirée vers des portions de la molécule du complexe majeur d'histocompatibilité de classe II. Cette affinité implique une liaison intime entre la cellule TH et la cellule-cible au cours de l'activation spécifique à l'antigène. Les lymphocytes T qui possèdent la protéine de surface CD4 sont appelées lymphocytes T CD4+. Une chute de la population de lymphocytes T CD4 est le mécanisme primaire par lequel la séropositivité au VIH devient le SIDA.
Des lymphocytes T CD4+ parviennent à franchir la barrière hémato-encéphalique et seraient impliqués dans la maturation de la microglie. La variation génétique des éléments régulateurs exprimés par les lymphocytes T CD4+ détermine la susceptibilité à une large classe de maladies auto-immunes.

## Différents T auxilliaires

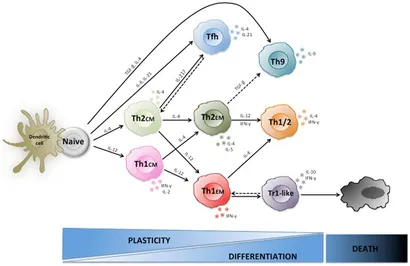
Les lymphocytes T CD4+ naïfs sont des cellules ressemblant à des cellules souches qui, sous l'influence de différentes cytokines, peuvent se différencier en différents types de cellules effectrices, notamment les cellules Th1, Th2, Th9 et Th folliculaire. Les cellules Th1 et Th2 sont arrêtées à un stade précoce de différenciation, sont très plastiques et certaines peuvent encore changer de lignée. A l’inverse, les cellules effectrices sont plus différenciées, moins plastiques et deviennent plutôt polyfonctionnelles. De plus, les cellules effectrices Th1 peuvent acquérir des capacités de production d’interleukine 10 et des fonctions de régulation dans les tissus chroniquement inflammatoires.

### Lymphocyte Th1
Les cellules Th1 jouent un rôle majeur dans la protection des hôtes contre les bactéries et virus intracellulaires en produisant l’interféron cytokine pro-inflammatoire majeure. L'interleukine 12 et l’interféron sont deux cytokines essentielles à la différenciation Th1 . La stimulation du récepteur des lymphocytes T  et la signalisation interféron-STAT1 (Signal transducer and activator of transcription 1) induisent l'expression de T-box transcription factor TBX21  (TBet) codé par le gène TBX21), le facteur de transcription  majeur pilotant la différenciation Th1 tout en supprimant les lignées Th2/Th17 ,. TBet peut se lier directement au gène IFNG pour augmenter l'expression de l'interféron-γ, tout en favorisant l'expression du récepteur de  l'interleukine 12, permettant la réactivité à l'interleukine 12   La signalisation de l'interleukine 12 via l'activation de STAT4 (Signal transducer and activator of transcription 4), dans à son tour, maintient l’expression du TBet. Ces boucles de rétroaction contribuent toutes à la différenciation Th1.

### Lymphocyte Th2
Les lymphocytes Th2, définies par l'expression du facteur de transcription GATA-3 et des cytokines interleukine 4, interleukine 5 et de l'interleukine 13, protègent l'hôte contre les infections par les helminthes, facilitent la réparation des tissus et contribuent aux inflammations chroniques telles que l'asthme et les allergies. L'interleukine 4 sécrétée par les cellules dendritiques  et le groupe de cellules lymphoïdes innées de type 2 se lie au récepteur de l'interleukine 4  sur les cellules T CD4+, conduisant à l'expression de GATA-3 via la phosphorylation de STAT6 et la production ultérieure de cytokines liées à Th2 . La production autocrine de l'interleukine 4 par les cellules T CD4+ activées favorise en outre la différenciation en lymphocyte Th2 . De plus, GATA-3 intervient dans la répression du développement des cellules Th1 en éliminant les gènes liés à Th1 tels que TBX21, IFNG, STAT4 et IL12RB2 . D'autres facteurs de transcription tels que NFAT1, C-MAF, IRF4 et JUNB peuvent promouvoir le programme Th2 en induisant la production d'interleukine 4 . 87 De plus, le facteur de transcription TCF-1, activé par la stimulation du récepteur des lymphocytes T , initie la différenciation des cellules Th2 en favorisant l'expression de GATA-3 .

### Lymphocyte Th9
Les cellules Th9 sont un sous-ensemble nouvellement identifié de cellules T CD4+, jouant un rôle essentiel dans les maladies infectieuses, les allergies, le cancer et l'immunité auto-immune,. Les cellules Th9 peuvent être induites in vitro par stimulation du récepteur des lymphocytes T en présence de l'interleukine 4 -4 et du facteur de croissance transformante , et se caractérisent par l'expression de niveaux élevés d'interleukine 9 et de facteur de transcription importants IRF4 et PU.1 . Outre l'interleukine 9, l'interleukine 10 et l'interleukine 21 sont également produites par les cellules Th9 . La phosphorylation de STAT6 médiée par la signalisation de l'interleukine 4 induit l'expression des facteurs de transcription GATA-3, IRF4 et BATF pour favoriser la transcription de l'interleukine 9 et le développement des cellules Th9 ,.

### Lymphocyte Th17

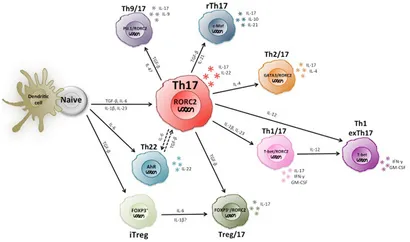
Les cellules Th17 sont très hétérogènes et très modulables et produisent d’autres cytokines en plus de l’interleukine 17, notamment les cytokines marqueurs Th1 et Th2, interfèron-γ et interleukine 4. Certaines cellules T productrices d’interleukine 17 expriment Foxp3 et/ou l'interleukine 10 et sont suppressives. De plus, les cellules Th17 sont partiellement instables et peuvent devenir des cellules Th1 en cas d’inflammation chronique.

Les lymphocytes Th17, caractérisées par l'expression des cytokines interleukine 17 A et F, interleukine 10, interleukine 21, interleukine 22 et interleukine 23, et du facteur  de transcription principal RAR-related orphan receptor gamma ,contribuent à la protection contre pathogènes extracellulaires, en particulier au niveau des  muqueuses ,103 ainsi que l'inflammation chronique et les maladies auto-immunes . L'interleukine  6 et le facteur de croissance transformant-β pilotent la différenciation des cellules Th17 tandis que l'interleukine 21 et l'interleukine 23 stabilisent la lignée Th17 ,.. L'interleukine  6 induit l'expression du RAR-related orphan receptor gamma par phosphorylation de STAT3, tout en inhibant l'expression de FOXP3 induite par le facteur de croissance transformant . le RAR-related orphan receptor gamma induit l'expression de interleukine 17 A et F, interleukine 22 et interleukine 23 en ciblant directement leurs promoteurs . L'interleukine 21 autocrine active STAT3 via l'activation de la Janus kinase, ce qui peut encore augmenter l'expression de l'interleukine 23 et conférer une réactivité à l'interleukine 23 des cellules Th17 . L'interleukine 23 améliore ensuite l'activation de STAT3 pour stabiliser le développement de Th17 .Des études récentes ont révélé un grand degré de plasticité des cellules Th17 en fonction de la présence de facteur de croissance transformant-β. Le facteur de croissance transformant-β et l'interleukine 6 induisent les cellules Th17 « classiques » caractérisées par la production d'interleukine 10 , 17 et 21, tandis que l'interleukine 6 , l'interleukine 1β et l'interleukine 23 induisent des Th17 « pathogènes ». cellules produisant des niveaux élevés d'interféron, de facteur stimulant les colonies de granulocytes et de macrophages et d'interleukine 22 ,.

### Lymphocyte Th folliculaire ou Tfh
Les cellules Th folliculaires sont des cellules spécialisées impliquées dans le soutien des réponses immunitaires humorales en favorisant la prolifération et la maturation des cellules B, la réponse du centre germinatif ganglionnaire   et la production d'anticorps de haute affinité ,,. Les cellules Th folliculaires se caractérisent par une expression élevée des marqueurs de surface PD-1 et CXCR5, les récepteurs costimulateurs CD40, CD40LG et Inducible T-cell costimulator (CD278), les cytokines interleukine 4 et interleukine 21, les molécules de signalisation signalling lymphocytic activation molecule (SLAM)-associated protein, ainsi que les facteurs de transcription STAT3 et B-cell lymphoma 6 . Le lymphocyte Th folliculaires jouent un rôle central dans la régulation des réponses anticorps lors de maladies infectieuses, d'allergies, de maladies auto-immunes et lors de la vaccination ,. Le développement des cellules Th folliculaires est principalement régulé par le facteur de transcription Bcl-6 133 qui réprime principalement les destins cellulaires non Th folliculaires ,. Bcl-6 contraint la différenciation des cellules Th1, Th2 et Th17 en réprimant leurs facteusr de transcription ,.

### Lymphocyte Th régulateur ou Treg
Les cellules T régulateur  sont un sous-ensemble spécialisé de cellules T CD4+ destinées à maintenir la tolérance immunitaire en supprimant une réponse immunitaire. Les cellules Treg sont caractérisées par une expression élevée de la chaîne alpha du récepteur de l'interleukine 2 (CD25), des cytokines inhibitrices interleukine 10, facteur de croissance transformant beta et de l'interleukine 35 et ayant comme facteur de transcription principal  FOXP3 ,. Deux sous-ensembles majeurs de cellules T régulateur sont identifiés en fonction de leur origine développementale : cellules T régulateur thymiques (tTreg), également connues sous le nom de cellules T régulateur naturelles (nTreg) qui dérivent du thymus, et cellules T régulateur induites en périphérie (iTreg) qui se différencient des cellules T CD4+ T conventionnelles  après une stimulation antigénique et en présence de facteur de croissance transformant-β et d'interleukine 2 ,.

## Sources
- Sun, L., Su, Y., Jiao, A. et al. T cells in health and disease. Sig Transduct Target Ther 8, 235 (2023). https://doi.org/10.1038/s41392-023-01471- sous licence CC-BY 4.0